# 道川駅
道川駅（みちかわえき）は、秋田県由利本荘市岩城道川字井戸の沢にある、東日本旅客鉄道（JR東日本）羽越本線の駅である。

## 歴史
- 1920年（大正9年）2月22日：国鉄の駅として由利郡道川村に開業[2]。
- 1971年（昭和46年）10月1日：貨物取り扱いを廃止[2][4]。
- 1972年（昭和47年）12月1日：荷物扱いを廃止[5]。駅員無配置駅となり[6]、簡易委託化[3]。
- 1973年（昭和48年）12月27日：駅舎に岩城町商工会が運営する「ステーションマーケット」が開業[7]。
- 1987年（昭和62年）4月1日：国鉄分割民営化により、東日本旅客鉄道（JR東日本）の駅となる[2]。
- 2000年 (平成12年) 12月：現在の駅舎に改築。
- 時期不詳：簡易委託廃止、完全無人化。
- 2024年（令和6年）10月1日：えきねっとQチケのサービスを開始[1][8]。

## 駅構造
単式ホーム1面1線と島式ホーム1面2線、計2面3線のホームを有する地上駅である。駅舎（西側）とホームは跨線橋で連絡しており、さらに東口に通じている。
羽後本荘駅が管理する無人駅である。駅舎は待合室の機能のみを持つ。乗車駅証明書発行機、トイレなどがある。

### のりば
| 番線 | 路線      | 方向       | 行先       |
| ---- | --------- | ---------- | ---------- |
| 1    | ■羽越本線 | 下り       | 秋田方面   |
| 2    | ■羽越本線 | （待避線） | （待避線） |
| 3    | ■羽越本線 | 上り       | 酒田方面   |

- 2021年（令和3年）3月13日のダイヤ改正までは、秋田方面に当駅始発の列車が1本存在した。

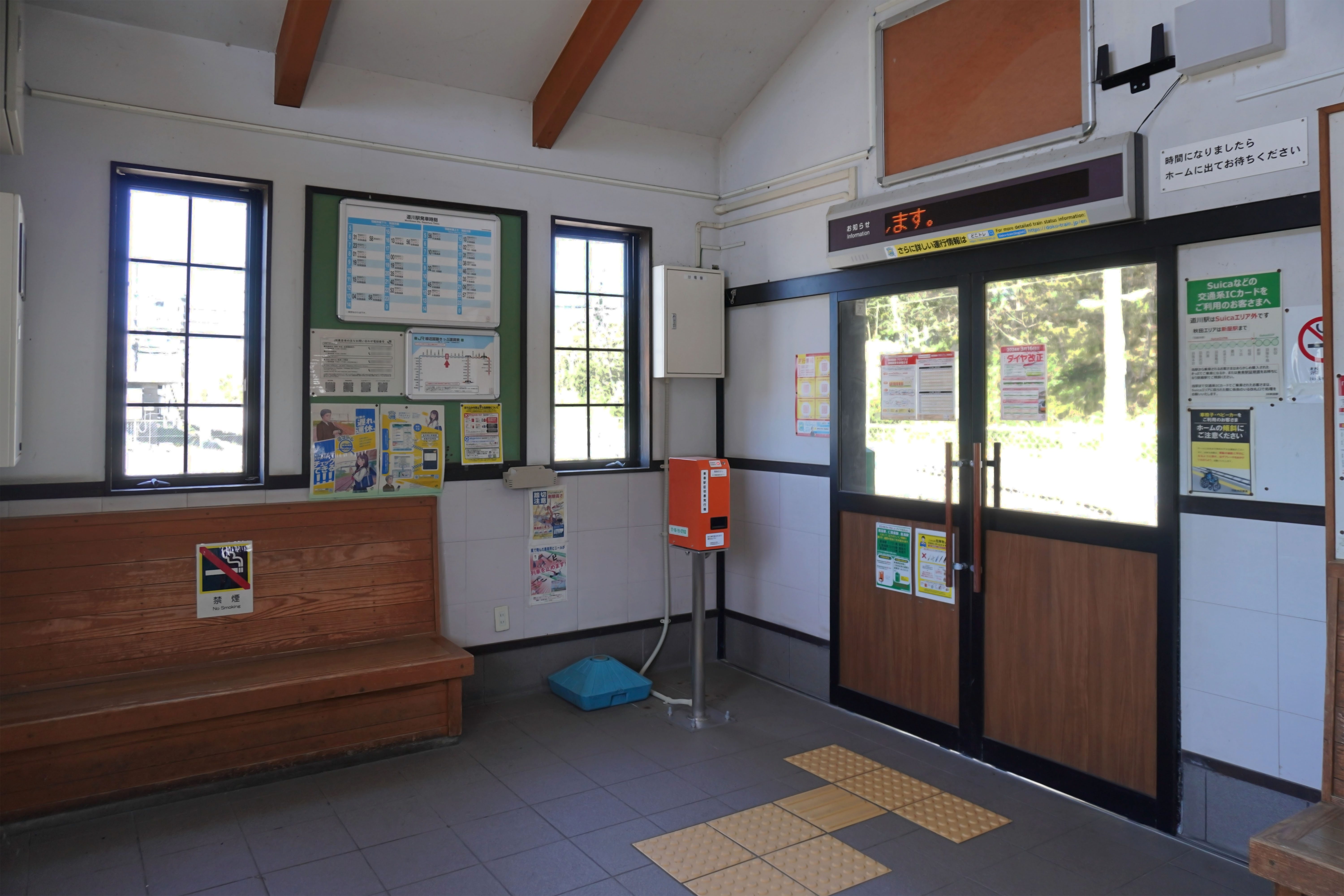
駅舎内（2024年5月）
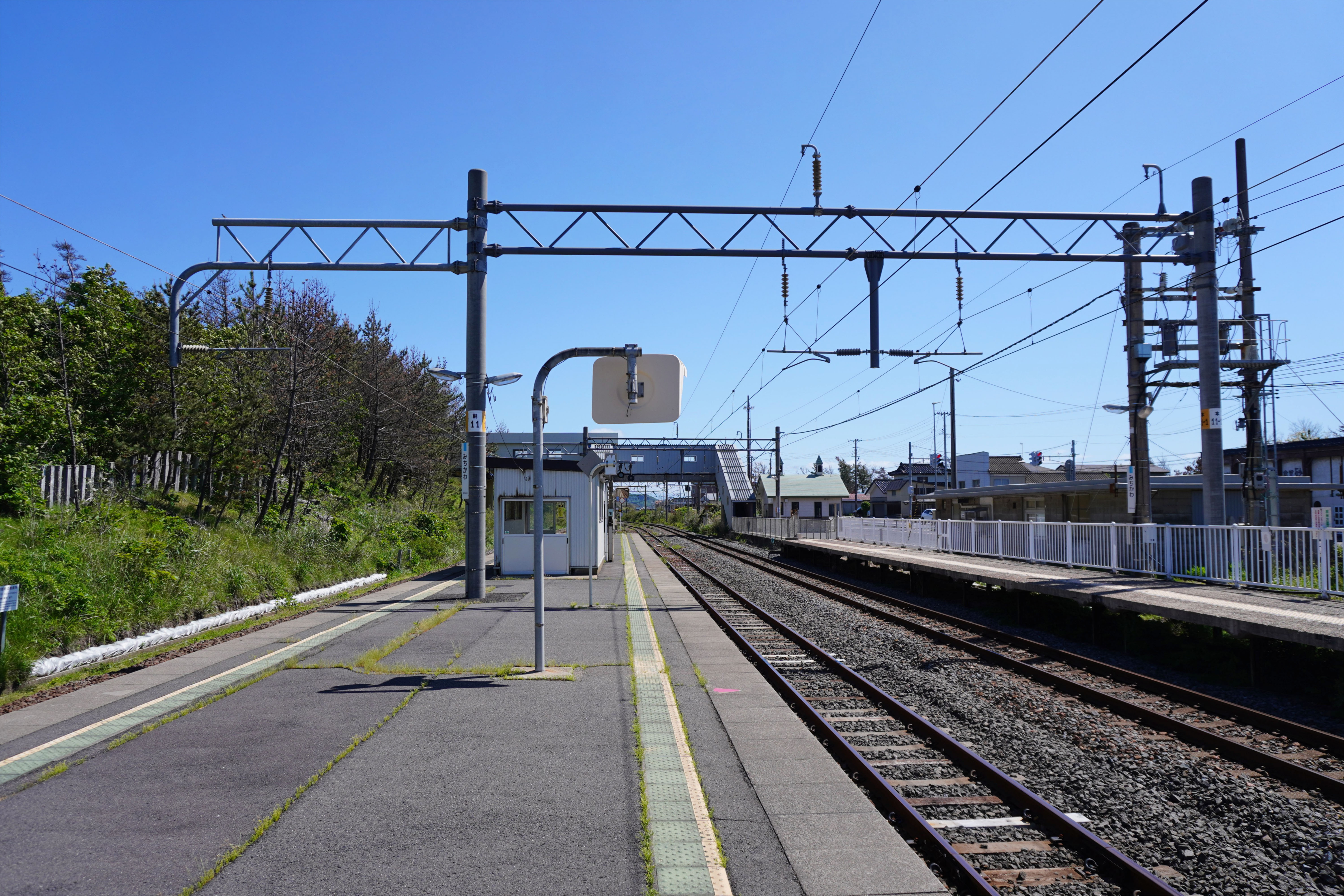
ホーム（2024年5月）

## 駅周辺
旧岩城町中心部（由利本荘市役所岩城総合支所）は岩城みなと駅の開業後、そちらが最寄り駅となっている。
- 国道7号
- 岩城郵便局
- 日本ロケット発祥記念之碑 - 1955年（昭和30年）から1962年（昭和37年）にかけて、東京大学生産技術研究所がペンシル、ベビー、カッパロケットの発射実験を行った「秋田ロケット実験場」の跡
- 羽後交通「道川駅前」停留所
- 国立病院機構あきた病院
- 羽後信用金庫 岩城支店
- 由利本荘警察署 岩城駐在所
- 岩城公園
- 春の丘地域交流施設・いこいの家

## 隣の駅
東日本旅客鉄道（JR東日本）
■羽越本線
岩城みなと駅 - 道川駅 - 下浜駅